# Bianca Joustra
Bianca Joustra (Tietjerk, 1976) is een Nederlands voormalig topkorfbalster. Ze won 2 Nederlandse veldtitels en 1 Europacup in teamverband. Als speelster van het Nederlands korfbalteam won ze goud op het WK van 2007.

## Spelerscarrière

### Begin van carrière
Joustra begon met korfbal bij korfbalvereniging Tietjerk. Toen zij op 17-jarige leeftijd naar Leiden verhuisde om daar te studeren stopte ze bij Tietjerk.
In Leiden sloot Joustra zich in 1994 aan bij Fides Pacta. Dit was het laatste jaar dat de club deze naam droeg, want de club fuseerde in 1995 naar het huidige Sporting Trigon.
In seizoen 1995-1996 speede Joustra in het nieuw opgerichte Sporting Trigon onder coach Kees van Vliet. De selectie was vanwege de fusie breder geworden en mikte daarom op het hoogst haalbare niveau.
In seizoen 1997-1998 werd Sporting Trigon kampioen in de Overgangsklasse (zaal) waardoor het promotie maakte naar de Hoofdklasse, het hoogste niveau van Nederland.
Zodoende speelde Joustra in seizoen 1998-1999 onder coach Peter Schallenberg in de zaalcompetitie in de Hoofdklasse. Als debutant wist de ploeg 6e te worden en zichzelf te handhaven. In de veldcompetitie van dit seizoen werd de ploeg kampioen in de Overgangsklasse, waardoor het ook hier promotie maakte naar de Hoofdklasse.
In seizoen 1999-2000 speelde Sporting Trigon in beide competities in de Hoofdklasse. Helaas ging het in de zaal mis en degradeerde de ploeg terug naar de Overgangsklasse. In de veldcompetitie handhaafde de ploeg zich echter. Het zou wel het laatste seizoen van Joustra bij de club zijn.

### AKC Blauw-Wit
Na 6 seizoenen in Leiden besloot Joustra zich aan de sluiten bij het Amsterdamse AKC Blauw-Wit. Hier kreeg zij onder coach Herman van Gunst een basisplaats in een al zeer sterke selectie.
In haar eerste seizoen 2000-2001 deed Blauw-Wit het erg goed. Met ervaren spelers zoals Jacqueline Haksteen en Jan Niebeek deed de ploeg mee om de prijzen. In dit seizoen haalde Blauw-Wit in de zaal de nacompetitie. In de kruisfinale moest het spelen tegen het Delftse Fortuna en won het met 22-19. Hierdoor plaatste Blauw-Wit zich voor de zaalfinale. In de finale, die in Ahoy werd gespeeld verloor Blauw-Wit echter van PKC met 26-23.
Iets later, in de veldcompetitie kreeg Blauw-Wit kans op sportieve wraak. Ook hier plaatste het zich voor de nacompetitie. Blauw-Wit won de kruisfinale van Deetos met 18-16 en won in de veldfinale met 17-13 van KV Die Haghe. Hierdoor was Joustra in haar eerste seizoen bij de Amsterdamse club alsnog Nederlands kampioen.
In de jaren die volgden bij AKC Blauw-wit bleef de ploeg in de middenmoot hangen. Er werden geen prijzen meer gewonnen.

### PKC
In 2005 verruilde Joustra, na 5 seizoenen in Amsterdam, zich aan te sluiten bij PKC. De ploeg, onder leiding van coach Steven Mijnsbergen was in seizoen 2004-2005 zowel zaal- als veldkampioen van Nederland geworden.
Joustra kreeg in haar eerste seizoen meteen een basisplaats en maakte haal rol waar. Achter Mady Tims werd zij de 2e best scorende dame van het team. In de nieuw opgerichte zaalcompetitie, de Korfbal League werd PKC 1e in de reguliere competitie, waardoor het als favoriet de nacompetitie in ging. In de kruisfinale ging het echter fout en verloor PKC van het als 4e geplaatste DOS'46. Hierdoor kon PKC hun zaaltitel niet prolongeren.
Iets later, in de veldcompetitie ging PKC ook naar de nacompetitie. In de kruisfinale werd afgerekend met Dalto, waardoor PKC in de finale terecht kwam. In deze finale versloeg PKC met 16-13 haar oude ploeg, AKC Blauw-Wit. Het was de tweede Nederlandse veldtitel van Joustra.
In seizoen 2006-2007 had Joustra last van blessureleed, waardoor ze niet alle wedstrijden kon spelen. Wel werd PKC in de korfbal league 2e en kon het nacompetitie spelen. Wat eerst 1 kruisfinale was, was nu uitgestrekt naar een best-of-3 serie. In deze play-off serie won PKC in 2 wedstrijden van Nic.. Hierdoor plaatste PKC zich voor de zaalfinale, Joustra's tweede optreden in Ahoy.
In de finale verloor PKC met 17-16 van DOS'46, waardoor het alsnog genoegen moest nemen met de 2e plek.
In de veldcompetitie werd de finale ook PKC-DOS'46 en ook dit maal won DOS'46.
In het seizoen erna, 2007-2008 was Joustra weer op volle kracht terug en werd ze achter Mady Tims de 2e best scorende dame van het team.
In de zaal werd PKC ternauwernood 4e en plaatste zich net voor de play-offs. In de play-offs ging het echter verkeerd tegen Koog Zaandijk, want PKC verloor in 2 wedstrijden.
Iets later, in de veldcompetitie plaatste PKC zich wel voor de finale, door in de kruisfinale te winnen van Nic. In de finale verloor PKC met 23-18 van Dalto.
Seizoen 2008-2009 werd het 4e en laatste seizoen voor Joustra bij PKC. In dit seizoen haalde PKC geen nacompetitie in de Korfbal League en ging het in de veldcompetitie verkeerd in de play-offs tegen Koog Zaandijk. Joustra nam afscheid van topkorfbal op 33-jarige leeftijd. Een zaaltitel ontbreekt op haar palmares.

## Erelijst
- Nederlands kampioen veldkorfbal, 2x (2001, 2006)
- Europacup kampioen zaalkorfbal, 1x (2006)

## Oranje
Joustra speelde 27 officiële interlands met het Nederlands korfbalteam. Ze won goud op het WK van 2007 onder bondscoach Jan Sjouke van den Bos.
In de finalewedstrijd van het WK 2007 startte Joustra niet in de basis, maar verving zij in de wedstrijd Mirjam Maltha.